# Argences en Aubrac
Argences en Aubrac község Franciaország Okcitánia régiójában, Aveyron megyében. Új községként 2016. január 1-jén jött létre hat korábbi község: Sainte-Geneviève-sur-Argence, Alpuech, Graissac, Lacalm, La Terrisse és Vitrac-en-Viadèneegyesítésével. Az egyesüléskor az új község lélekszáma 1761 fő lett. Lakosainak száma 1597 fő (2022. január 1.).

## Népesség
| Lakosok száma | 1671 | 1646 | 1623 | 1600 | 1602 | 1595 | 1597 |
|               | 2016 | 2017 | 2018 | 2019 | 2020 | 2021 | 2022 |